# فروتوزو گومس
فروتوزو گومس (به پرتغالی: Frutuoso Gomes) یک منطقهٔ مسکونی در برزیل است که در ریو گرانده شمالی واقع شده‌است. فروتوزو گومس ۴٬۰۴۱ نفر جمعیت دارد.